# La Neuville-lès-Wasigny
La Neuville-lès-Wasigny è un comune francese di 160 abitanti situato nel dipartimento delle Ardenne nella regione del Grand Est.

## Società

### Evoluzione demografica
Abitanti censiti